# Stadion Miejski w Ostrowie Wielkopolskim
Stadion Miejski – stadion piłkarsko-żużlowy w Ostrowie Wielkopolskim, w Polsce. Obiekt może pomieścić 10 000 widzów. Użytkowany jest przez żużlowców klubu TŻ Ostrovia oraz piłkarzy drużyny Ostrovia 1909. Długość toru żużlowego na stadionie wynosi 372 m, jego szerokość na prostych to 14 m, a na łukach – 16 m.

## Charakterystyka
Obiekt powstał w 1931 roku. Stadion posiadał wówczas tor żużlowy o długości 500 m oraz prowizoryczne trybuny. W 1948 roku przystosowano go do wymogów ligowych i swoje spotkania mogli rozgrywać na nim żużlowcy KM Ostrów Wielkopolski. W latach 1949 i 1950 klub ten zajął odpowiednio 2. i 3. miejsce w lidze. Jesienią 1952 roku na torze zginął lider miejscowego zespołu, Ryszard Pawlak. Był to wówczas pierwszy w Polsce śmiertelny wypadek podczas zawodów żużlowych. Zła atmosfera, jaka wytworzyła się po wypadku spowodowała wyprowadzkę klubu żużlowego do Świętochłowic.
Reaktywacja klubu żużlowego w Ostrowie Wielkopolskim nastąpiła w roku 1955. W 1959 roku klub jednak rozwiązano, by reaktywować go dopiero w roku 1979 (od 1992 roku jako Iskra Ostrów Wielkopolski, później znów jako KM Ostrów Wielkopolski, ŻKS Ostrovia i od 2017 roku jako TŻ Ostrovia).
W 1973 roku, przed dożynkami stadion przeszedł gruntowną modernizację. Kolejna modernizacja nastąpiła przed finałem Indywidualnych Mistrzostw Świata Juniorów w 2007 roku, kiedy to powstała nowa trybuna główna po stronie zachodniej, a także sztuczne oświetlenie. Poza żużlowcami na stadionie swoje mecze rozgrywają również piłkarze klubu Ostrovia 1909.
W latach 2003–2005 oraz 2007–2008 na stadionie Świadkowie Jehowy organizowali coroczne kongresy.
W 2022 po awansie żużlowców TŻ Ostrovia do Ekstraligi stadion przeszedł modernizacje. która objęła modernizacje przejazdu polewaczek, modernizacje pozostałej części trybun, nowe zasilanie obiektu, oświetlenie toru żużlowego oraz płyty boiska, oświetlenie parku maszyn oraz wykonanie odwodnienia liniowego toru żużlowego i parku maszyn.